# Lowborn
Lowborn è il settimo (e annunciato come ultimo) album in studio del gruppo musicale alternative rock statunitense Anberlin, pubblicato nel 2014.

## Tracce
1. We Are Destroyer – 3:29
2. Armageddon – 4:05
3. Stranger Ways – 4:42
4. Velvet Covered Brick – 3:56
5. Atonement – 4:17
6. Birds of Prey – 3:55
7. Dissenter – 3:15
8. Losing It All – 4:14
9. Hearing Voices – 3:34
10. Harbinger – 4:37

## Formazione
- Stephen Christian - voce
- Joseph Milligan - chitarra, tastiere
- Christian McAlhaney - chitarra, tastiere
- Nathan Young - batteria
- Deon Rexroat - basso

## Classifiche
| Classifica (2014)           | Posizione raggiunta |
| --------------------------- | ------------------- |
| Stati Uniti (Billboard 200) | 11                  |